# Cyperus schlechteri
Cyperus schlechteri är en halvgräsart som beskrevs av Charles Baron Clarke. Cyperus schlechteri ingår i släktet papyrusar, och familjen halvgräs. Inga underarter finns listade i Catalogue of Life.